# Jinon
Jinon (hebrejsky יִנּוֹן, v oficiálním přepisu do angličtiny Yinnon, přepisováno též Yinon) je vesnice typu mošav v Izraeli, v Jižním distriktu, v Oblastní radě Be'er Tuvja.

## Geografie
Leží v nadmořské výšce 65 metrů v pobřežní nížině, v regionu Šefela.
Obec se nachází 15 kilometrů od břehu Středozemního moře, cca 37 kilometrů jihojihovýchodně od centra Tel Avivu, cca 43 kilometrů jihozápadně od historického jádra Jeruzalému a 3 kilometry severovýchodně od Kirjat Mal'achi. Jinon obývají Židé, přičemž osídlení v tomto regionu je etnicky převážně židovské.
Jinon je na dopravní síť napojen pomocí dálnice číslo 3, která tu probíhá zároveň pod označením dálnice číslo 40.

## Dějiny
Jinon byl založen v roce 1952. Novověké židovské osidlování tohoto regionu začalo po válce za nezávislost tedy po roce 1948, kdy oblast ovládla izraelská armáda.
Ke zřízení mošavu došlo 4. září 1952 na pozemcích nedaleké vysídlené arabské vesnice al-Masmija. Zpočátku se nazýval Masmija Gimel (מסמיה ג). Nynější jméno sídla je inspirováno citátem z biblické Knihy žalmů 72,17 - „Jeho jméno bude věčné, dokud potrvá slunce, poroste jeho jméno“
Zakladateli mošavu byla skupina Židů ze severního Jemenu, kteří pocházeli ze stejného města. Před usídlením v této nové vesnici pobývali v přistěhovaleckém táboře v Roš ha-Ajin. Zpočátku byla místní ekonomika založena na zemědělství. V poslední době dochází k stavební expanzi a výstavbě nových rezidenčních souborů.

## Demografie
Podle údajů z roku 2014 tvořili naprostou většinu obyvatel v Jinon Židé (včetně statistické kategorie "ostatní", která zahrnuje nearabské obyvatele židovského původu ale bez formální příslušnosti k židovskému náboženství).
Jde o menší obec vesnického typu s dlouhodobě rostoucí populací. K 31. prosinci 2014 zde žilo 1103 lidí. Během roku 2014 populace stoupla o 2,1 %.
| Rok            | 1961 | 1972 | 1983 | 1995 | 2001 | 2003 | 2004 | 2005 | 2006 | 2007 | 2008 | 2009 | 2010 | 2011 | 2012 | 2013 | 2014 |
| -------------- | ---- | ---- | ---- | ---- | ---- | ---- | ---- | ---- | ---- | ---- | ---- | ---- | ---- | ---- | ---- | ---- | ---- |
| Počet obyvatel | 558  | 595  | 582  | 649  | 815  | 861  | 867  | 877  | 867  | 929  | 976  | 1044 | 1083 | 1075 | 1089 | 1080 | 1103 |